# Lac Ventadour (sjö i Kanada, Nord-du-Québec)
Lac Ventadour är en sjö i Kanada.   Den ligger i regionen Nord-du-Québec och provinsen Québec, i den östra delen av landet, 400 km norr om huvudstaden Ottawa. Lac Ventadour ligger 420 meter över havet. Arean är 6,7 kvadratkilometer. Den sträcker sig 9,7 kilometer i nord-sydlig riktning, och 2,2 kilometer i öst-västlig riktning.
I omgivningarna runt Lac Ventadour växer i huvudsak barrskog. Trakten runt Lac Ventadour är nära nog obefolkad, med mindre än två invånare per kvadratkilometer.